# Saint-Racho
Saint-Racho település Franciaországban, Saône-et-Loire megyében. Lakosainak száma 150 fő (2022. január 1.). Saint-Racho Châtenay, Aigueperse, Saint-Clément-de-Vers, Saint-Igny-de-Vers, Anglure-sous-Dun, Mussy-sous-Dun és Varennes-sous-Dun községekkel határos.

## Népesség
A település népessége az elmúlt években az alábbi módon változott:
| Lakosok száma | 177  | 181  | 183  | 171  | 161  | 150  | 149  | 149  | 150  |
|               | 2013 | 2015 | 2016 | 2017 | 2018 | 2019 | 2020 | 2021 | 2022 |